# Головнокомандування берегової оборони (Німецька імперія)
Головнокомандування берегової оборони (нім. Oberkommando der Küstenverteidigung) — спеціальне командування, а фактично польова армія Імперської армії Німеччини, що існувала за часів Першої світової війни.

## Історія
Головнокомандування берегової оборони Німецької імперії було засноване наказом від 14 квітня 1916 року з штаб-квартирою в Гамбурзі. Основним завданням Головнокомандування була берегова оборона морського узбережжя північної Німеччини, а також сухопутного напрямку з Данії. Це формування підтримувало в стані бойової готовності всі оборонні споруди ліній берегової оборони поздовж Північного та Балтійського морів, а також здійснювало маневр силами та засобами в разі загрози висадки ворожого десанту. В оперативному підпорядкуванні Головнокомандування були частини, що дислокувались біля морського узбережжя від I, II, IX, X і XVII корпусних округів. З вересня 1916 року воно також відповідало за німецько-голландський кордон, для чого залучались сили VII і VIII корпусних округів.

## Командування

### Командувачі
- генерал-полковник Людвіг фон Фалькенгаузен (нім. Ludwig von Falkenhausen) (15 квітня — 29 серпня 1916);
- генерал-полковник Йосіас фон Геерінген (нім. Josias von Heeringen) (29 серпня 1916 — 1 листопада 1918).